# Дацей Василь Васильович
Дацей Василь Васильович (нар. 14 січня 1936, Вирава) — український прозаїк.

## З біографії
Народився 14 січня 1936 р. в с. Вирава Гуменського округу Пряшівського краю (Словаччина). Навчався у гімназії в Гуменному, ще під час навчання виїхав у Пряшів, щоб здобувати духовну освіту, та передумав і повернувся у гімназію. У зв'язку з реорганізацією освіти після лютневого перевороту 1948 закінчив середню школу в Межилабірцях, потім філософський факультет Пряшівського університету. Після середньої школи працював якийсь час робітником у Чехії, в індустріальній Остраві. 
Після здобуття вищої освіти десятиліття працював у Пряшеві учителем в українській гімназії, редактором у Відділі української літератури Словацького педагогічного видавництва та журналі «Дружно вперед». З уведенням радянських військ у Чехословаччину його звільнили з посади редактора в журналі, і він став безробітним, лише доклавши максимум зусиль, влаштувався на роботу робітником-деретизатором, аж 1980 року був прийнятий консультантом-редактором в Український національний театр у Пряшеві, де працював до 1982 року. У 1982 р. переїхав до Братислави. 
Повністю реабілітований 1989 року. У 1990–2003 рр. очолював Спілку українських письменників Словаччини, був головою Асоціації письменницьких організацій Словаччини.

## Творчість
Автор збірок оповідань «Ми і наші знайомі» (1961), «Монологи», «Крихка орхідея»; повістей «Очі невиразного кольору» (1965), «Зелена обручка» (1981), «Кольорові сіті», романів «Зірки лиш мерехтять» (1983), «Сонячний верх» (1984), «Коріння» (1988), «Я тут випадково…».
Окремі видання:
- Дацей В. Полум'я. Оповідання. — Братислава: Dafons, 2002. — 42 с.
- Дацей В. Синя ружа. — Ужгород: Закарпаття 2005. — 141 с.
- Дацей В. Синя фантазія. Новели. — Пряшів: Відділ української літератури; Братислава: Слов'янське прогресивне видавництво Прима, 1996. — 149 с.